# Beniel
Beniel é um município da Espanha na província e comunidade autónoma de Múrcia. Tem 10,1 km² de área e em 2021 tinha 11 508 habitantes (densidade: 1 139,4 hab./km²).

## Demografia
| Variação demográfica do município entre 1991 e 2004 | Variação demográfica do município entre 1991 e 2004 | Variação demográfica do município entre 1991 e 2004 | Variação demográfica do município entre 1991 e 2004 |
| --------------------------------------------------- | --------------------------------------------------- | --------------------------------------------------- | --------------------------------------------------- |
| 1991                                                | 1996                                                | 2001                                                | 2004                                                |
| 7220                                                | 7862                                                | 8469                                                | 9420                                                |